# Savon Sanomat
Savon Sanomat est un quotidien finlandais indépendant publié à Kuopio et distribué en Savonie du Nord et du Sud. 
Il est publié par Savon Media OY qui appartient à Keskisuomalainen. 

## Présentation
Le quotidien est fondé en 1907 comme porte parole du Parti du centre.
Il est indépendant depuis 1991.